# Francisco Canindé Palhano
Francisco Canindé Palhano (ur. 1 stycznia 1949 w São José de Mipibu) – brazylijski duchowny rzymskokatolicki, w latach 2018-2024  biskup Petroliny.

## Życiorys
Święcenia kapłańskie przyjął 2 lutego 1975 i został inkardynowany do archidiecezji Natal. Był m.in. członkiem komitetu przygotowującego krajowy Kongres Eucharystyczny, diecezjalnym ceremoniarzem, a także wykładowcą i rektorem seminarium w Natal.
26 lipca 2006 otrzymał nominację na biskupa Bonfim, zaś 21 października 2006 przyjął święcenia biskupie z rąk abp. Matiasa Patrício de Macêdo.
3 stycznia 2018 został mianowany biskupem Petroliny, zaś dwa miesiące później kanonicznie objął urząd.
24 kwietnia 2024 papież Franciszek przyjął jego rezygnację z urzędu biskupa Petroliny złożoną ze względu na wiek. 